# 大主教
大主教（だいしゅきょう、英語: Archhbishop、ギリシア語: Αρχιεπίσκοπος (archepiskopos) ）または大司教は、キリスト教の役職のひとつで、主教または司教の中で権威の高い位として用いられる称号。日本の正教会、ルター派、聖公会で「大主教」を用い、日本のカトリック教会は大司教を使う。

## 正教会の大主教
大主教は各言語で以下のように呼称される。

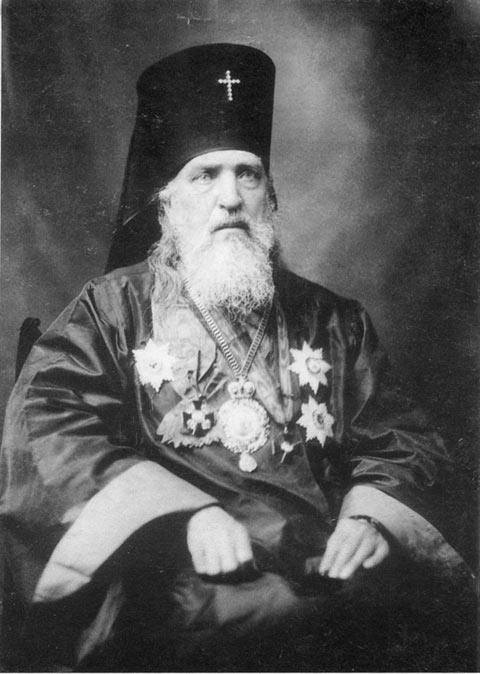
日本正教会の大主教: 聖ニコライ。リヤサを着用し、クロブークを被り、首からパナギアを下げている。

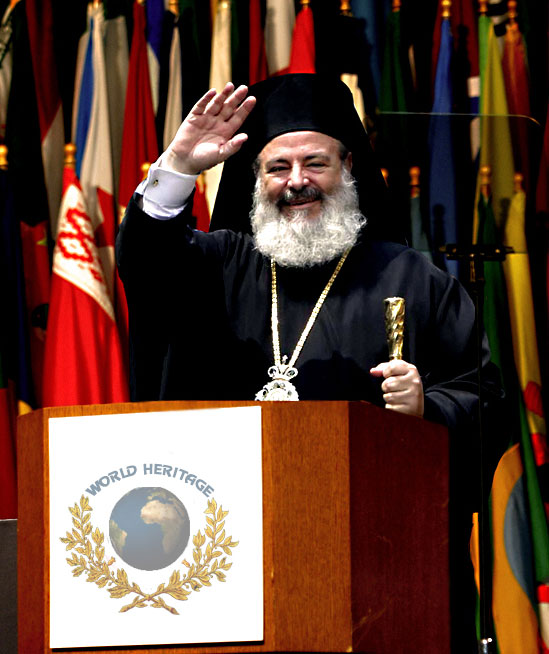
ギリシャ正教会の前首座主教: フリストドゥロス大主教。リヤサ（ラソ）を着用し、クロブークを被り、首からパナギアを下げている。

- ギリシャ語: Αρχιεπίσκοπος
- ロシア語・ブルガリア語: Архиепископ
- 英語: Archbishop

正教会にあっては、大主教座聖堂の長であるとともに、大主教区の行政の長として附属教区の指導・監督にあたる。 なお大主教区の主教でなくとも、一定の年功・功績によって主教が大主教に昇叙（しょうじょ）されることは珍しく無い。
ギリシャ系の正教会においては総主教に次ぐ権威を有し、ギリシャ系の独立正教会・自治正教会において首座主教は大主教の称号を保持している（ギリシャ系正教会の主教の権威の順: 総主教-大主教-府主教-主教 ）。
対してスラヴ系の正教会においては大主教の権威は府主教に次ぐものであり、府主教が大主教を兼任していることがある。たとえば日本ハリストス正教会の首座主教である全日本の府主教は、東京の大主教を兼任している（スラヴ系正教会の主教の権威の順: 総主教-府主教-大主教-主教 ）。
また、総主教が大主教の称号を併せて保持しているケースもある。
- コンスタンディヌーポリ（コンスタンティノープル）の大主教、新しいローマと全地総主教（コンスタンディヌーポリ総主教）
- ムツヘタとトビリシの大主教・全グルジアのカトリコス総主教（グルジア正教会の首座主教）
- ベオグラードとカルロヴツィの府主教・ペーチの大主教・全セルビアの総主教（セルビア正教会の首座主教）
- カッパドキアのカイサリアの主教代行・ハンガリー＝ワラキアの府主教・ブクレシュティの大主教・全ルーマニアの総主教（ルーマニア正教会の首座主教）

### 首座主教が大主教である独立正教会の一覧
- ギリシャ正教会
- キプロス正教会
- アルバニア正教会
- マケドニア正教会

## 聖公会の大主教

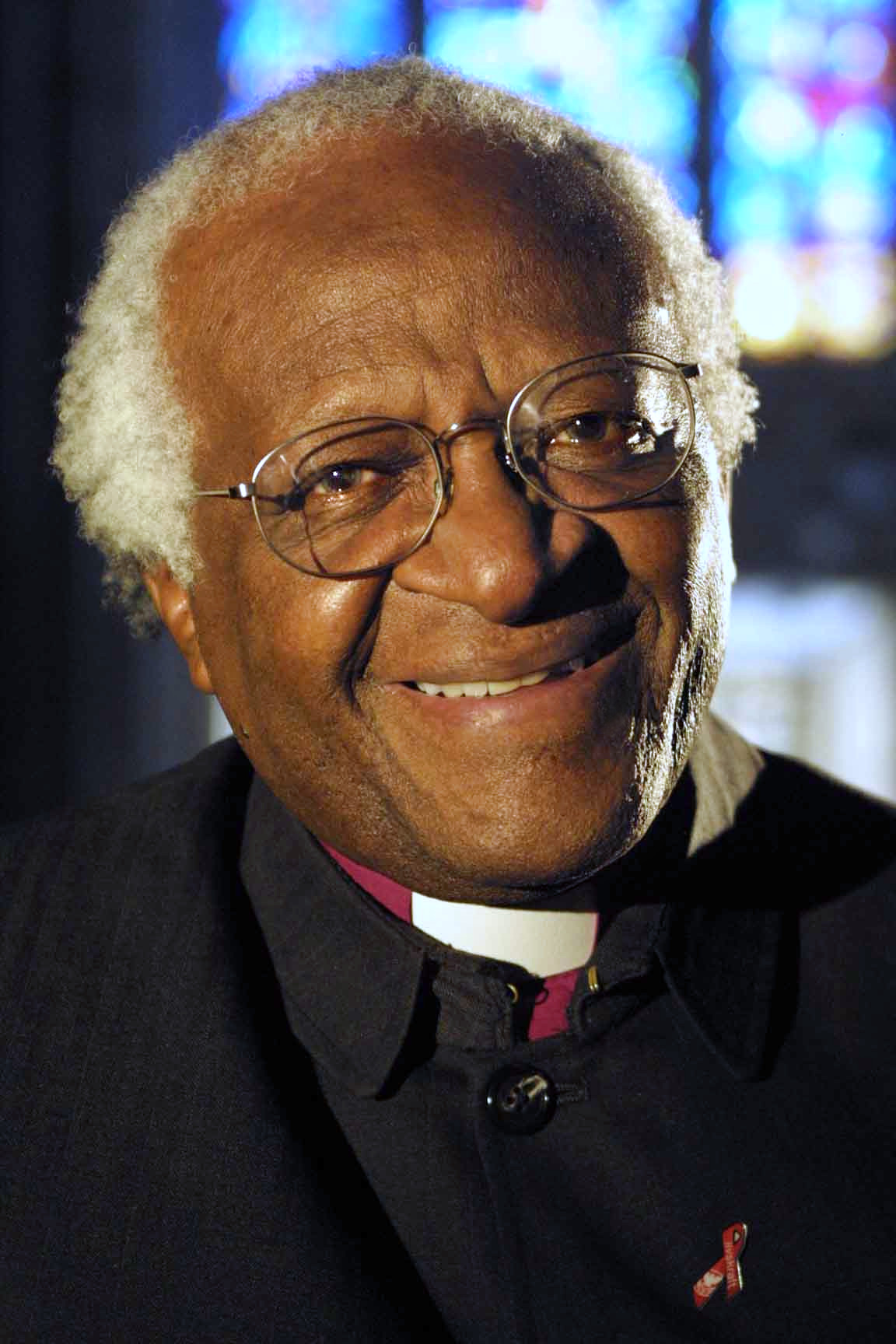
聖公会のケープタウン大主教デズモンド・ムピロ・ツツ

聖公会ではカンタベリー大主教をはじめ、ヨーク大主教、ウェールズ大主教、シドニー大主教、ケープタウン大主教などが大主教位を保持している。

## プロテスタント教会の大主教
プロテスタント諸教会では、主教・大主教の地位は一般にないが、ルーテル教会（参照：List of Lutheran dioceses and archdioceses）では使う例もある。

## 主教座と大聖堂
主教座の名は、主教の座る椅子が聖堂に設けられることから来る。主教座はギリシャ語で"Καθέδρα"、ラテン語で"cathedra"といい、大聖堂（カテドラル）の名はこの椅子に由来する。大主教が管掌する聖堂を大主教座聖堂、主教が管掌する聖堂を主教座聖堂と呼び、これら両方を大聖堂と呼ぶが、主教が管轄していない大型の聖堂も通称として大聖堂と呼ばれる事がある。
正教会の場合は、片仮名表記「カテドラル」は用いられない。用いられている「大聖堂」の表記についてもカトリック教会とは異なる語義を有する事に注意が必要である。主教座聖堂でなくともロシア語の"собор"（サボール）は「大聖堂」「大寺院」と訳されるのが普通であり、さらに主教座聖堂・主教座教会であっても小規模な聖堂を「大聖堂」と呼称しない場合がある。正教会では主教が管掌することを意味する言葉「主教座」と、大型の聖堂を意味する「大聖堂」とは、別の言葉として扱われている。従って「主教座でない大聖堂」と「主教座聖堂（大聖堂ではない）」のいずれもが、正教会には存在する。
日本では、ギリシャ語の"Καθεδρικός"（カセドゥリコス）、ロシア語の"Кафедральный"（カフェドラリヌィ）に「主教座」の訳語をあて、ギリシャ語の"ναός"（ナオス）、ロシア語の"собор"（サボール）に「大聖堂」の訳語をあてるのが一般的である。